# Joseph Pitton de Tournefort
Joseph Pitton de Tournefort (5. června 1656, Aix-en-Provence, Francie – 28. prosince 1708, Paříž) byl francouzský botanik.

## Život
Základní vzdělání získal u jezuitů. Otec chtěl, aby z něj byl kněz. Po otcově smrti se mu ale otevřely nové možnosti. Na univerzitě v Montpellier absolvoval po dva roky anatomické a lékařské kurzy. Lékařský titul obdržel roku 1696 v Paříži. Jeho hlavním zájmem se stala botanika. V roce 1683 byl jmenován profesorem botaniky v botanické zahradě Jardin des Plantes v Paříži, později stejný titul získal i na College de France v Paříži. Uskutečnil řadu cest, během nichž sbíral rostliny – do Pyrenejí, Řecka, Osmanské říše, Arménie, Gruzii, na Balkán. Jeho cestopisné zápisky Relation d´un voyage du Levant byly vydány posmrtně. Zemřel při dopravní nehodě.
Ještě před Linném, patrně jako první, definoval rod u rostlin a rozdíl mezi rodem a druhem. Hovořil o 7000 druzích seskupených do 700 rodů. Pravděpodobně je autorem pojmu herbář (herbárium). Jeho botanická zkratka je TOURN.